# Zouni
Zouni (雑煮) eller o-zouni (お雑煮) er en japansk suppe, der hovedsageligt spises med mochi, riskugler, især nytårsdag.
Zouni skal have sine rødder i køkkenet hos samurai-samfundet. Det antages at det oprindelig var en ret, der blev lavet ved slag i felten af sammenkogt mochi, grøntsager, tørrede fødevarer mv. Det antages desuden, at retten til at begynde med var forbeholdt samuraierne, før den etablerede sig som basisfødevare for den almindelige befolkning. Til at begynde med blev zouni serveret som del af et måltid med flere retter (honzen ryori) og skal have været meget vigtig for samuraierne.
Der findes forskellige varianter alt afhængig af området. I det østlige Japan er basis for det meste en klar suppe krydret med sojasovs og dashi (sumashi-jiru), mens man i det vestlige Japan bruger misosuppe som basis. Tilsvarende benytter man i det østlige Japan mochi snittet i firkanter, mens de i det vestlige Japan normalt er runde. I mange områder, især på øer og i bjergområder hvor der kun vokser lidt ris, benyttes også tofu i stedet for mochi.
Typisk tilbehør til suppen omfatter kød (normalt høns, fisk eller kødboller), bladgrønt (f.eks. komatsuna eller spinat), mitsuba (en japansk persille), naruto eller andre slags kamaboko, gulerodsstykker til farven og stykker af skallen fra bestemte citrusfrugter (citrus junos, japansk: yuzu) til lugten. Regionale specialiteter bruges ofte. Ved bordet tilføjes ofte lidt shichimi.